# 1968 Tunnel Rats
1968 Tunnel Rats (of kortweg Tunnel Rats) is een Duits-Canadese oorlogsfilm uit 2008 geregisseerd door Uwe Boll. 

## Verhaal
Tijdens de Vietnamoorlog in 1968 baant een Amerikaans peloton zich een weg door de jungle in het district Củ Chi. De missie is gevaarlijk omdat de vijand telkens onverwachts tevoorschijn komt en terug verdwijnt. De Amerikanen ontdekken een uitgebreid tunnelcomplex van de Vietcong en besluiten de vijand aan te vallen in het complex zelf. Maar dit blijkt geen goed idee want de gangen zitten vol boobytraps en de soldaten geraken al snel verdwaald in het labyrint.

## Rolverdeling
- Michael Paré - Lieutenant Vic Hollowborn
- Nate Parker - Private Jim Lidford
- Jane Le - Vo Mai
- Erik Eidem - Private Carl Johnson
- Rocky Marquette - Private Terence Verano
- Jeffrey Christopher Todd - Private Bob Miller
- Brandon Fobbs - Private Samuel Graybridge

## Ontvangst
De film ontving goede recensies maar maakte verlies in de bioscopen. Boll won in 2009 een Razzie voor slechtste regisseur voor deze film, In the Name of the King: A Dungeon Siege Tale (2006) en Postal (2007).